# Uniqlo
Uniqlo Co., Ltd. (japonsky: 株式会社ユニクロ, Kabushiki-gaisha Yunikuro) je japonská společnost, která navrhuje, vyrábí a prodává oblečení pro volný čas. Společnost původně založená v Japonsku expandovala v 21. století za hranice Japonska a rychle se stala významnou oděvní značkou srovnatelnou se společnostmi jako H&M. Uniqlo mělo v roce 2023 více než 2 400 obchodů po celém světě.

## Historie
Společnost Uniqlo byla založena v Ube (Jamaguči) v roce 1949 jako součást skupiny společností Fast Retailing.
V roce 1984 byl v Hirošimě otevřen obchod s unisex ležérním oblečením s názvem „Unique Clothing Warehouse“, později zkrácený na „Uniqlo“.
Uniqlo otevřela svůj první obchod mimo Japonsko v Londýně v roce 2001 a svůj první obchod v Šanghaji v roce 2002. V roce 2005 bylo v New Yorku otevřeno první americké Uniqlo.
Uniqlo v současnosti zaměstnává více než 30 000 lidí a působí ve více než 25 zemích. V Japonsku je přes 800 obchodů Uniqlo (přes 100 v samotném Tokiu) a přes 70 obchodů v Evropě, většina z nich ve Francii (26) a Spojeném království (17).

## Loga

Bývalé logo Uniqlo (1998-2009)
Logo Uniqlo v latince
Logo Uniqlo v japonštině